# 카탕가국
카탕가국(프랑스어: État du Katanga 에타 뒤 카탕가[*])은 오늘날 콩고 민주 공화국의 카탕가 주에 있던 나라이다. 1960년 7월 11일 콩고 공화국에서 독립을 선포하였으며 1963년 소멸되었다. 오늘날 이 곳에는 카탕가주가 존재한다.

## 같이 보기
- 콩고 위기
- 남카사이
- 콩고 자유 공화국